# Data (uppslagsverk)
Data (egenskrivet som DATA) är ett svenskspråkigt uppslagsverk. Det utkom i tio band, trycktes i svart-vitt och kom i minst fyra upplagor mellan 1967 och 1980.

## Historia
Data lanserades 1967 av Bernces förlag, som färdigställde den första upplagan i tio band fram till 1969. Från och med 1970 övergick utgivningen i egen regi, och ytterligare upplagor kom ut fram till åtminstone 1976 eller 1980.
Uppslagsverket hade undertiteln "illustrerad uppslagsbok för hela familjen". Det omfattade tio band (1976 års fjärde upplaga i elva band), tryckta i kompakt format (12,5x19,5 cm) och i svart-vitt. Under flera års tid utkom kompletterande årsböcker i stil med När var hur; i likhet med denna presenterade exempelvis Data 1971 ("Bernces årslexikon") händelser från 1969 och 1970. 1976 års upplaga innehöll 75 000 uppslagsord, hade 270 längre artiklar och 5 000 sidor.